# Зеленокам'яні пояси
Зеленокам'яні пояси — один із структурних елементів древньої континентальної платформи. Являють собою комплекс порід, що включає ультраосновні і основні вулканіти, вулканогенно-осадові утворення і гранітні інтрузиви. Залягають потужними (до 20 км) лінійними товщами. Утворилися в архейську добу паралельно з гранітами і гнейсами. Характерний зеленуватий відтінок порід складових цих поясів викликаний вкрапленнями хлориту, який розвивався в основних вулканічних породах внаслідок метаморфізму.
Пояси зеленого каменю — це зони змінної метаморфізації мафічних ультрафіолетових вулканічних послідовностей з пов'язаними осадовими породами, що трапляються в архейських і протерозойських кратонах між гранітними та гнейсовими тілами.
Назва походить від зеленого відтінку, що надається кольором метаморфічних мінералів всередині мафічних порід: типовими зеленими мінералами є хлорит, актиноліт та інші зелені амфіболи.
Пояс зелених каменів, як правило, довжиною від декількох десятків до декількох тисяч кілометрів, і хоча він складається з великої різноманітності окремих гірських порід, сам по собі вважається стратиграфічною групою, принаймні в континентальних масштабах.
Як правило, пояс із зеленим каменем в основному однорідного гранітного гнейсу всередині кратона має значно більший ступінь неоднорідності та ускладнень і утворює тектонічний маркер, набагато виразніший, ніж набагато більш об'ємні та однорідні граніти. Крім того, пояс зелених каменів містить набагато більше інформації про тектонічні та метаморфічні події, деформації та палеогеологічні умови, ніж гранітні та гнейсові, оскільки переважна більшість зелених каменів трактується як змінені базальти та інші вулканічні або осадові породи. Таким чином, розуміння природи та походження поясів зелених каменів є найбільш плідним способом вивчення археологічної геологічної історії.